# Держи, Янош
Янош Де́ржи (венг. Derzsi János; род. 20 апреля 1954 года, Ньирабрань, Венгрия) — венгерский актёр театра и кино.

## Биография
В 1982 году Янош Держи окончил Академию театра и кино в Будапеште. В 1985 году начал работать в театре им. Шандора Хевеши в Залаэгерсеге. С того же года Янош задействован в театре им. Иожефа Катоны в Кечкемете. С 1986 года — в театре «Szigligeti» в Сольноке. С 1998—2012 годы — в Новом театре в Будапеште. С 2013 года Янош Держи работает в Театре имени Вёрёшмарти в Секешфехерваре. Также работал и в других театрах.
Янош Держи играл пьесы по произведениям Уильяма Шекспира, Иштвана Эркеня, Михая Вёрёшмарти, Иожефа Катоны, Имре Мадача и других известных деятелей. Всего у Держи насчитывается 130 театральных выступлений.
Свою карьеру в кино и на телевидении Янош Держи начал в 1979 году. Участвовал в опере Король Иштван. Известен по фильмам: «Сатанинское танго» (Кранер), «Контроль» (последний пассажирский), «Туринская лошадь» (мужчина), «Белый Бог» (бездомный) и т. д.
В 1987 году Янош Держи женился на Еве Ковач, с которой впоследствии развёлся. У них есть двое детей: Барбара (род. в 1988 г.) и Матиас (род. в 1991 г.). Затем он снова женился, у них с супругой родился ребёнок.

## Награды
- 1992: «Премия имени Мари Ясаи»